# James Sutherland Spore
James Sutherland Spore, né le 13 mai 1885 à Bay City au Michigan et mort le 28 avril 1937 à La Mesa en Californie, est un homme politique américain. Il est gouverneur de Guam de 1921 à 1922 et gouverneur des Samoa américaines de mars à avril 1931.